# 綠堡 (佛羅里達州)
格林堡（英語：Fort Green）是位於美國佛羅里達州哈迪縣的一個人口普查指定地區。

## 地理
格林堡的座標為27°36′45″N 81°56′36″W / 27.61250°N 81.94333°W，而該地最高點為海拔高度35米（即115英尺）。

## 人口
根據2010年美國人口普查的數據，格林堡的面積為10.47平方千米，當中陸地面積為10.47平方千米，而水域面積為0.00平方千米。當地共有人口101人，而人口密度為每平方千米9人。